# Gardone Riviera
Gardone Riviera (lombardul: Gardù Riviéra) település Olaszországban, Lombardia régióban, Brescia megyében. Lakosainak száma 2626 fő (2023. január 1.). Gardone Riviera Torri del Benaco, Vobarno, Salò és Toscolano-Maderno községekkel határos.

## Népesség
A település lakossága az elmúlt években az alábbi módon változott:
| Lakosok száma | 2660 | 2652 | 2631 | 2626 |
|               | 2015 | 2017 | 2018 | 2023 |